# John Stevens
John Stevens, capitán, traductor e hispanista inglés (¿? -1726). 
Stevens fue un prolífico traductor del español, que destacó por sus brillantes traducciones de algunas de las principales obras del Siglo de Oro español, obras picarescas e históricas, y Don Quijote de la Mancha, entre otras.
Casi nada se sabe de Stevens, salvo lo que él anotaba al comienzo de sus obras y traducciones. 
No obstante, la amplitud de sus traducciones, así como la belleza y gracia que les imprimía, le aseguran un puesto de honor entre el hispanismo de todos los tiempos.

## Traducciones (selección)
- History of the most ingenious knight Don Quixote de la Mancha. (Londres: R. Chiswell, 1700). Traducción del Don Quijote de Cervantes.
- Continuation of the comical history of the most ingenious knight, Don Quixote de la Mancha, by the licentiate Alonzo Fernandez de Avellaneda. Being a third volume; never before printed in English. Illustrated with several curious copper cuts.(Londres: J. Wale y J. Senex, 1705). Traducción de la continuación apócrifa de Avellaneda.
- General history of Spain...written in Spanish by the R. F. F. John de Mariana... (Londres: Sare, Saunders y Bennet,1699). Traducción de la Historia General de España del padre Juan de Mariana, con las addendas de Camargo y Varen de Soto.
- Fortune in her wits, or, The hour of all (Londres: Sare, Saunders y Bennet, 1697). Traducción de La hora de todos y la Fortuna con seso de Francisco de Quevedo.
- Choice humorous and satirical works. Traducción de las obras satíricas y humorísticas de Francisco de Quevedo.
- Pleasant history of the life and actions of Paul, the Spanish sharper, the patterns of rogues and mirror of vagabonds. Traducción del Buscón de Francisco de Quevedo.
- The Spanish Libertines: or, the lives of Justina, the Country Jilt, Celestina, the bawd of Madrid and Estebanillo Gonzales, the most arch and comical of scoundrels (written by himself). To which is added, a play (in five acts and in prose) call'd An Evening's Adventures (by J. de Avila). All four written by eminent Spanish authors, and now first made English by Captain J. S. (Londres: 1707). Traducción de Estebanillo González, La Pícara Justina, La Celestina, etcétera.
- History of Charles the Vth, emperor and king of Spain, the great hero of the house of Austria. Traducción de la Historia del Emperador Carlos V de Fray Prudencio de Sandoval.

## Lexicografía y gramática
- A new dictionary, Spanish and English, English and Spanish...by Captain John Stevens. Diccionario nuevo español y inglés, inglés y español, (Londres: Darby, 1726).
- New Spanish grammar,: more perfect than any hitherto publish'd. All the errors of the former being corrected, and the rules for learning that language much improv'd: To which is added, a vocabulary of the most necessary words: also a collection of phrases and dialogues adapted to familiar discourse, (Londres: Meighan, Cox y Wood, 1739). Nueva gramática española, más perfecta que cualquiera hasta ahora publicada. Todos los errores de la anterior edición han sido corregidos, y las reglas de aprendizaje del idioma han sido muy mejoradas. Se añade un vocabulario de las palabras más necesarias, así como una colección de frases y diálogos adaptados al discurso familiar.